# Pleisticanthoides
Pleisticanthoides is een geslacht van kreeftachtigen uit de klasse van de Malacostraca (hogere kreeftachtigen).

## Soorten
- Pleisticanthoides cameroni Ng & Richer de Forges, 2012
- Pleisticanthoides piccardorum Ng & Richer de Forges, 2012
- Pleisticanthoides simplex (Rathbun, 1932)